# Mels
Mels är en ort och kommun i distriktet Sarganserland i kantonen Sankt Gallen, Schweiz. Kommunen har 9 538 invånare (2023).
Orter i kommunen:
| Ort           | Invånare 31 dec 2018 |
| ------------- | -------------------- |
| Heiligkreuz   | 1 411                |
| Mels          | 6 214                |
| Mädris-Vermol | 158                  |
| Plons         | 561                  |
| Schwendi      | 105                  |
| Weisstannen   | 108                  |